# Agrodiaetus pseudoactis
Agrodiaetus pseudoactis är en fjärilsart som beskrevs av Forster 1956. Agrodiaetus pseudoactis ingår i släktet Agrodiaetus och familjen juvelvingar. Inga underarter finns listade i Catalogue of Life.